# هاروتیون هانسیان
هاروتیون هانسیان (ارمنی: Յարութիւն Հանէսեան؛ انگلیسی: Harutyun Hanesyan ‏۳۰ دسامبر ۱۹۱۱ – ۷ مارس ۱۹۸۷) یک آهنگساز و نوازنده ویولا ارمنی بود.

## زندگینامه
هانسیان در ۳۰ دسامبر ۱۹۱۱ در کنستانتینوپل (استانبول فعلی) در امپراتوری عثمانی به دنیا آمد. وی در دبیرستان یسائیان و سپس در کالج رابرت تحصیل نمود. وی در سال ۱۹۳۱ فارغ‌التحصیل شد. در سال ۱۹۴۴ هانسیان به سمفونی محلی که تحت مدیریت Cemal Reşit Rey شکل گرفته بود محلق شد و تا سال ۱۹۷۲ و زمان بازنشستگی با این گروه فعالیت نمود. هانسیان تعداد ۵۰ اثر تصنیف نمود که بیشتر آنها در استانبول و بخشی نیز در پاریس توسط مکس ایشیگ به چاپ رسید. هاروتیون هانسیان در ۷ مارس ۱۹۸۷ درگذشت و در گورستان ارامنه شیشلی به خاک سپرده شد.

## تصنیفات

### ارکسترال
- راپسودی برای ویولن و ارکستر زهی
- راپسودی برای ابوا و ارکستر زهی
- راپسودی برای ویولنسل و ارکستر زهی
- باگاتل شماره ۱ برای ارکستر مجلسی
- باگاتل شماره ۲ برای فلوت و ارکستر زهی
- پرلود برای ارکستر مجلسی
- باله صحنه‌ای برای ارکستر مجلسی
- دیوِرتیمِنتو برای ارکستر زهی

### ارکستر مجلسی
- لالایی برای پیانو و ویولن
- نوکتورن برای ویولا (یا ویولنسل) و پیانو
- منوئه برای ویولا (یا ویولنسل) و پیانو
- سوگواره برای ویولا (یا ویولنسل) و پیانو
- فانتزی کنسرتانت برای ویولا و پیانو
- آندانتینو برای ویولا (یا ویولن) و پیانو (۱۹۶۰)
- پاستورال و روندو برای ویولا و پیانو (۱۹۶۰)
- پرلود و کاپریس برای ویولا و پیانو (۱۹۶۰)
- رمانس برای ویولا و پیانو (۱۹۶۲)
- دوئت-سرناد برای ویولن و ویولا
- کادِنزا برای ویولا کنسرتو بر پایه آثار گئورگ فیلیپ تیلمان، کارل دیترس فن دیترسدرف، کارل فریدریش تسلتر و ...